# Championnat d'Irlande de football 1905-1906
Navigation
Édition précédente Édition suivante
Le seizième championnat d'Irlande de football se déroule en 1905-1906. Au terme d’un championnat très serré il n’y a pas cette année-là un champion mais deux champions. À la fin de la compétition les équipes de Cliftonville FC et Distillery FC terminent à égalité de point. Un premier match d’appui pour déterminer le champion d’Irlande est organisé. Le match se termine par un match nul 0-0. Un deuxième match d’appui est organisé. Il se termine lui aussi par un match nul : 3-3. La fédération décide alors de ne pas départager les deux équipes et leur attribue à toutes les deux le titre de champion d’Irlande.
Cliftonville FC remporte son premier titre de champion ; Distillery FC son cinquième.
Il n’y a pas de système de promotion/relégation organisé cette année. Toutes les équipes participant au championnat sont maintenues quel que soit le résultat.

## Les 8 clubs participants
- Belfast Celtic
- Bohemian FC
- Cliftonville FC
- Derry Celtic
- Distillery FC
- Glentoran FC
- Linfield FC
- Shelbourne FC

## Classement
| Rang | Équipe          | Pts | J  | G | N | P | Bp | Bc | Diff |
| ---- | --------------- | --- | -- | - | - | - | -- | -- | ---- |
| 1    | Cliftonville FC | 19  | 14 | 7 | 5 | 2 | 19 | 8  | +11  |
| 1    | Distillery FC   | 19  | 14 | 8 | 3 | 3 | 20 | 13 | +7   |
| 3    | Linfield FC     | 17  | 14 | 7 | 3 | 4 | 21 | 14 | +7   |
| 4    | Belfast Celtic  | 15  | 14 | 6 | 3 | 5 | 20 | 18 | +2   |
| 5    | Bohemian FC     | 12  | 14 | 5 | 2 | 7 | 17 | 20 | -3   |
| 6    | Shelbourne FC   | 12  | 14 | 5 | 2 | 7 | 16 | 18 | -2   |
| 7    | Derry Celtic    | 11  | 14 | 4 | 3 | 7 | 13 | 22 | -9   |
| 8    | Glentoran FC    | 7   | 14 | 2 | 3 | 9 | 13 | 26 | -13  |

|  | Champion d'Irlande |
|  | Relégation         |

- Matchs d’appui : Cliftonville FC 0-0 puis 3-3 Distillery FC

## Bilan de la saison
| Tableau d'Honneur                 |                               |
| Compétition                       | Vainqueur                     |
| Championnat d'Irlande de football | Cliftonville FC Distillery FC |
| Coupe d'Irlande de football       | Shelbourne FC                 |

| Promotions et relégations |       |
| Relégués                  | Aucun |
| Promus                    | Aucun |